# Macchina edile
Una macchina edile è un tipo di macchina utilizzata in un cantiere edile per realizzare e supportare l'attività di costruzione in svariati modi, secondo la loro funzione.
Le macchine edili sono mezzi statici, semovibili o mobili forniti di motore a combustione o elettrico e che assolvono la funzione di lavorazione, utilizzo di materiali, trasporto di residui cantieristici e vari altri compiti in cantieri edili.

## Esempi
La lista di macchinari edili che vengono impiegati nell'ambito dell'industria edile comprende un numero considerevole sia di veicoli che di macchinari, ciascuno per lo scopo più svariato, che includono anche le ruspe, le pale meccaniche, le terne, i bulldozer e gli escavatori. 
Tra le macchine edili principali si annoverano la betoniera, l'autocarro e le macchine movimento terra, come:
- Ruspa: ha il principale scopo di asportare e spianare grandi quantità di terra. Il mezzo è formato da un cassone ed è dotato principalmente di una parte frontale tagliente che serve per infrangere il terreno.
- Bulldozer: sono macchine che spostano e livellano contemporaneamente il terreno con la lama anteriore.
- Escavatore: serve per lo sbancamento di pendii e per compiere scavi particolari. Il braccio idraulico della macchina scava, mentre il corpo centrale resta fermo o ruota.
- Pala caricatrice: dotata di due bracci idraulici; solleva e trasporta la terra scavata.
- Terna: usata per eseguire lavori di scavo, riporto, e movimento di materiale.

Vi sono poi le macchine idonee per il trasporto verticale sia del personale sia dei materiali.

## Produttori
Tra i principali produttori di macchine edili vi sono: Caterpillar, New Holland, Bobcat e Komatsu.